# 국도 제3호선 (파라과이)
국도 제3호선(스페인어: Ruta Nacional Número 3, "Gral. Elizardo Aquino", 약칭:루타 트레스(Ruta Tres))은 아순시온과 북벨랴비스타를 사이에 이어주는 파라과이의 일반 국도로 총 연장은 약 475 km이다. 그러나 해당 국도는 아순시온, 센트랄 주, 코르디예라 주, 산페드로 주, 콘셉시온 주, 아맘바이 주 등을 관통시키고 있다.